# Victory (motorfiets)
Victory is een historisch merk van motorfietsen.
Motocicli Giovanni Francesconi, Padova (1950-1955).
Italiaans merk dat motorfietsen met 98- en 123 cc Villiers-motoren maakte.